# Munitionsdepot Vlachovice
Das Munitionsdepot Vlachovice befindet sich im Ortsteil Vrbětice der Gemeinde Vlachovice in der tschechischen Region Zlin. Das Munitionsdepot wurde von der tschechischen Armee an einen bulgarischen Waffenhändler vermietet. Ab dem 16. Oktober 2014 ereigneten sich über einen Zeitraum von mehreren Monaten Explosionen, das Gebäude selbst brannte aus. Bei der ersten Explosion kamen zwei Menschen ums Leben. Am 3. Dezember 2014 explodierte auch das benachbarte Munitionslager in Vrbětice. Nach den Explosionen waren tschechische Soldaten zwei Jahre lang damit beschäftigt, Blindgänger zu entschärfen und das Areal wieder sicher zu machen. Im Jahr 2015 verübten unbekannte Täter zudem ein Nowitschok-Attentat auf den bulgarischen Waffenhändler, der jedoch überlebte.
Für die Explosionen wurden die russischen Nachrichtendienste GRU und SWR, konkret die Einheit 29155, verantwortlich gemacht. Dies hätten Untersuchungen der tschechischen Sicherheitskräfte ergeben, wie der tschechische Premierminister Andrej Babiš am 17. April 2021 den Medien mitteilte. Der Grund für die Angriffe auf das Munitionslager war laut den tschechischen Medien eine vorgesehene Waffenlieferung aus Vrbĕtice in die Ukraine, die bei dem russischen Krieg in der Ukraine seit 2014 und der Annexion der Krim durch Russland  entgegengesetzte Interessen zu denen von Russland verfolgt. Die tschechische Regierung verwies als Reaktion insgesamt 18 Beschäftigte der russischen Botschaft des Landes, woraufhin die russische Regierung am 18. April 2021 ihrerseits 16 tschechische Diplomaten und vier Mitarbeiter ohne Diplomatenstatus auswies. Danach schloss die tschechische Regierung Russland von der Ausschreibung für den Ausbau des Kernkraftwerks Dukovany aus und beschränkte die Anzahl der russischen Botschaftsdiplomaten ab Ende Mai 2021 mit dem Ziel, dass beide Länder jeweils gleich viele Beschäftigte in ihren Botschaften haben.